# Alexandra von Lieven
Alexandra von Lieven (* 19. Oktober 1974 in Saarbrücken) ist eine deutsche Ägyptologin. Sie ist Mitglied der Familie von Lieven.

## Leben
Von Lieven studierte von 1994 bis 1998 an der Eberhard Karls Universität Tübingen Ägyptologie und Vergleichende Religionswissenschaft sowie einige Semester Vorderasiatische Archäologie, Klassische Archäologie und Indologie. Im November 1998 schloss sie ihren Magister mit einer Untersuchung über die Decken- und Architravinschriften des römerzeitlichen Tempels von Esna ab. 2002 folgte die Promotion mit der Arbeit Das sogenannte Nutbuch, die sie 2007 mit dem Titel Grundriss des Laufes der Sterne veröffentlichte. Dabei handelt es sich um eine gegenüber dem 1960 erschienenen bisherigen Standardwerk Egyptian Astronomical Texts 1 deutlich erweiterte Neuedition. Zusätzlich zu den bereits bekannten Papyri Carlsberg 1 und 1a konnten vier weitere Tebtynis-Papyri in dieser doppelbändigen Monografie erstmals veröffentlicht werden. 2008 habilitierte sich von Lieven an der Freien Universität Berlin mit der Schrift „Heiligenkult und Vergöttlichung im Alten Ägypten“.
Von 2002 bis 2008 arbeitete sie als wissenschaftliche Mitarbeiterin am Ägyptologischen Seminar der FU Berlin. 2003 bis 2005 war sie überdies an der Vorbereitung der Ausstellung „Ägypten und die griechisch-römische Welt“ vom 25. November 2005 bis 26. Februar 2006 im Liebieghaus, Frankfurt am Main beteiligt. Im Wintersemester 2008/09 hatte sie eine TEA-Gastprofessur am Ägyptologischen Institut der Universität Tübingen inne. Vom 1. April 2009 bis zum 31. Januar 2016 war sie Heisenbergstipendiatin der Deutschen Forschungsgemeinschaft (DFG) am Ägyptologischen Seminar der FU Berlin. Das Heisenbergstipendium unterbrach sie für ein zehnmonatiges Forschungsfellowship am Lichtenberg-Kolleg der Georg-August-Universität Göttingen 2010/11, sowie für Lehrstuhlvertretungen an der Westfälischen Wilhelms-Universität Münster (WWU Münster) im Wintersemester 2014/15 und an der Universität zu Köln im Sommersemester 2015. Es folgten weitere Lehrstuhlvertretungen an der Ruprecht-Karls-Universität Heidelberg im Sommersemester 2016, an der Freien Universität Berlin im Wintersemester 2016/17 und an der Johann Wolfgang Goethe-Universität Frankfurt am Main (Professur für Wissenschaftsgeschichte der vormodernen Welt) im Sommersemester 2017. Im November 2016 wurde ihr an der Freien Universität Berlin der Titel einer außerplanmäßigen Professorin verliehen. 2017/18 war sie Wissenschaftliche Mitarbeiterin am DFG-Projekt „Database and Dictionary of Greek Loanwords in Coptic“ (DDGLC) an der FU Berlin mit dem eigenen Subprojekt „Griechische Lehnwörter in hieroglyphischen und späthieratischen Texten“. Es folgte eine weitere Lehrstuhlvertretung an der Westfälischen Wilhelms-Universität Münster im Wintersemester 2018/19. Im November 2018 habilitierte sich von Lieven ganz an die WWU Münster um, wo ihr im Dezember 2018 ebenfalls der Titel einer außerplanmäßigen Professorin verliehen wurde. Seit September 2019 ist sie Projektleiterin des von ihr eingeworbenen DFG-Projektes „Normtransgressives Verhalten in der Götterwelt des Alten Ägypten“ an der WWU Münster, welches für Lehrstuhlvertretungen an der Westfälischen Wilhelms-Universität Münster in den Wintersemestern 2020/21, 2022/23 und 2024/25 unterbrochen wurde.
2004 wurde von Lieven Fachgutachterin Ägyptologie für die Tagungsakten der International Study Group on Music Archaeology (ISGMA). Sie ist ferner Mitglied im Editorial Advisory Board der Reihen „Science, Technology and Medicine in Ancient Civilizations“ (STMAC) bei de Gruyter, Berlin sowie „Mundus Orientis“ (MO) bei Vandenhoeck & Ruprecht, Göttingen. Seit 2013 ist sie Project Head for Sources in Egyptian im Projekt EKOH—Early Knowledge of the Heavens: A Digital Library for Mediterranean, Near Eastern, and South Asian Contexts am Institute for Research in Classical Philosophy and Science IRCPS, Princeton. Ebenfalls 2013 wurde von Lieven auf Vorschlag der Deutschen Forschungsgemeinschaft in die Datenbank exzellenter Wissenschaftlerinnen in Europa aufgenommen.
Von Lieven beschäftigt sich in ihren Veröffentlichungen vor allem mit der Religion, den Wissenschaften und der Kulturgeschichte des Alten Ägypten. Zu diesen Themenbereichen hat sie zwei Monografien, zahlreiche Fachartikel, Einträge in verschiedenen Lexika und Handbüchern sowie Rezensionen veröffentlicht.
Von Lieven ist Mitglied des internationalen Forschungsverbundes Scientific Papyri from Ancient Egypt in Cross-Cultural Perspective (SciPap), der International Study Group on Music Archaeology (ISGMA), der International Association of Egyptologists (IAE), des Verbandes der Ägyptologie (VÄ), des Deutschen Hochschulverbandes (DHV) und des Netzwerks Wissenschaftsfreiheit.

## Schriften
- Der Himmel über Esna – Eine Fallstudie zur religiösen Astronomie in Ägypten am Beispiel der kosmologischen Decken- und Architravinschriften im Tempel von Esna (= Ägyptologische Abhandlungen. Band 64).  Harrassowitz, Wiesbaden 2000, ISBN 3-447-04324-5.
- mit Joachim Friedrich Quack, Kim Ryholt: Hieratic texts from the collection (= The Carlsberg Papyri. Band 7). Museum Tusculanum Press, Kopenhagen 2006, ISBN 87-635-0405-7.
- Grundriss des Laufes der Sterne. Das sogenannte Nutbuch (= The Carlsberg Papyri. Band 8). Museum Tusculanum Press, Kopenhagen 2007, ISBN 978-87-635-0406-5.